# Список святых, канонизированных папой римским Павлом VI
Список святых, канонизированных римским папой Павлом VI во время его понтификата с 1963 по 1978 год. За 15 лет папа канонизировал 84 святых, в том числе группы из двадцати двух угандийских и сорока английских и уэльских мучеников.

## Комментарии
1. ↑  Ахилей Киванука, Адольфус Лудиго-Мукаса, Амвросий Кибуука, Анатолий Кириггваджджо, Андрей Каггва, Антанансий Баззекукетта, Бруно Ссерункуума, Дионисий Ссебуггваво, Гонзаго Гонза, Гиавира Мусоке, Джеймс Буузаабальааво, Иоанн Мария Музеей, Иосиф Мукаса Баликуддембе, Кизито, Лука Баанабакинту, Матия Мулумба, Мбанга Тузинде, Мугагга Лубова, Мукаса Кириваванву, Нова Маваггали, Понсиано Нгондве
2. ↑  Деодат Ариберт с Родеза, Пётр Нарбоннский, Стефан из Кунео
3. ↑  Джон Алмонд, Эдмунд Арроусмит, Амвросий Эдвард Барлоу, Александр Брайант, Джон Бост, Августин Вебстер, Томас Гарнет, Ричард Гвин, Филипп Говард, Эдмунд Дженнингс, Джон Джонс, Эдмунд Кампион, Джон Кембл, Люк Кёрби, Маргарет Клитроу, Анна Лайн, Дэвид Льюис, Джон Ллойд, Роберт Лоуренс, Генри Морс, Николас Оуэн, Полидор Пласден, Джон Плессингтон, Джон Пэйн, Ричард Рейнольдс, Джон Ригби, Джон Робертс, Альбан Ро, Роберт Саутвелл, Джон Саутворт, Джон Стоун, Джон Хафтон, Ральф Шервин, Юстас Уайт, Джон Уолл, Генри Уолпол, Маргарет Уорд, Свитун Уэллс, Филипп Эванс